# Fernando Gomes
Fernando Mendes Soares Gomes, född 22 november 1956 i Porto, död 26 november 2022 i Porto, var en portugisisk fotbollsspelare.

## Meriter

### Klubblag
- Europacupen: 1987
- Uefa Super Cup: 1987
- Interkontinentala cupen: 1987
- Primeira Liga: 1978, 1979, 1985, 1986, 1988
- Portugisiska cupen: 1977, 1984, 1988
- Portugisiska supercupen: 1983, 1984, 1986

### Individuellt
- Guldskon: 1983, 1985
- Årets spelare i Portugal: 1983